# 沙勒河
53°20′34.75″N 10°49′10.5″E / 53.3429861°N 10.819583°E

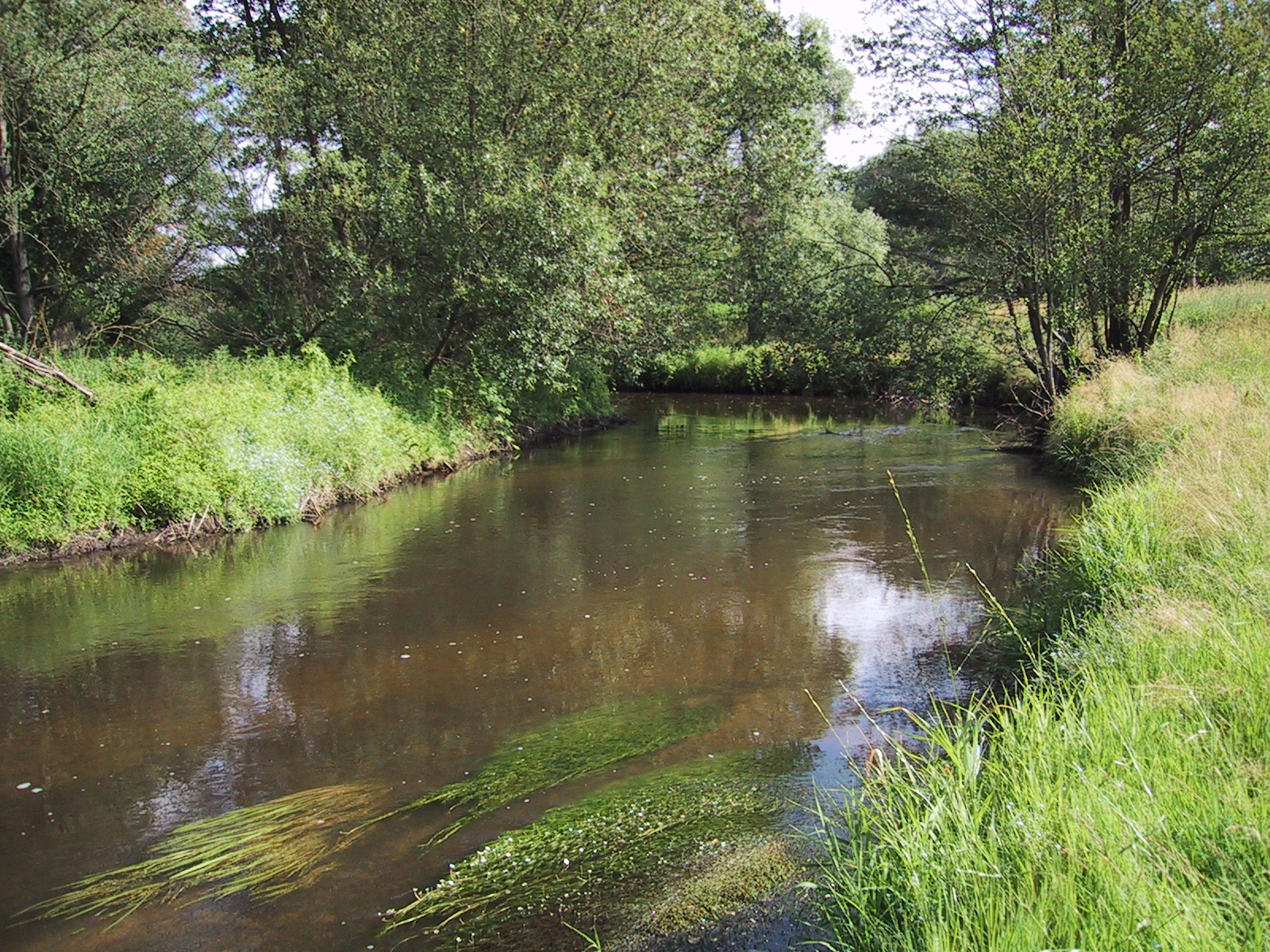
沙勒河

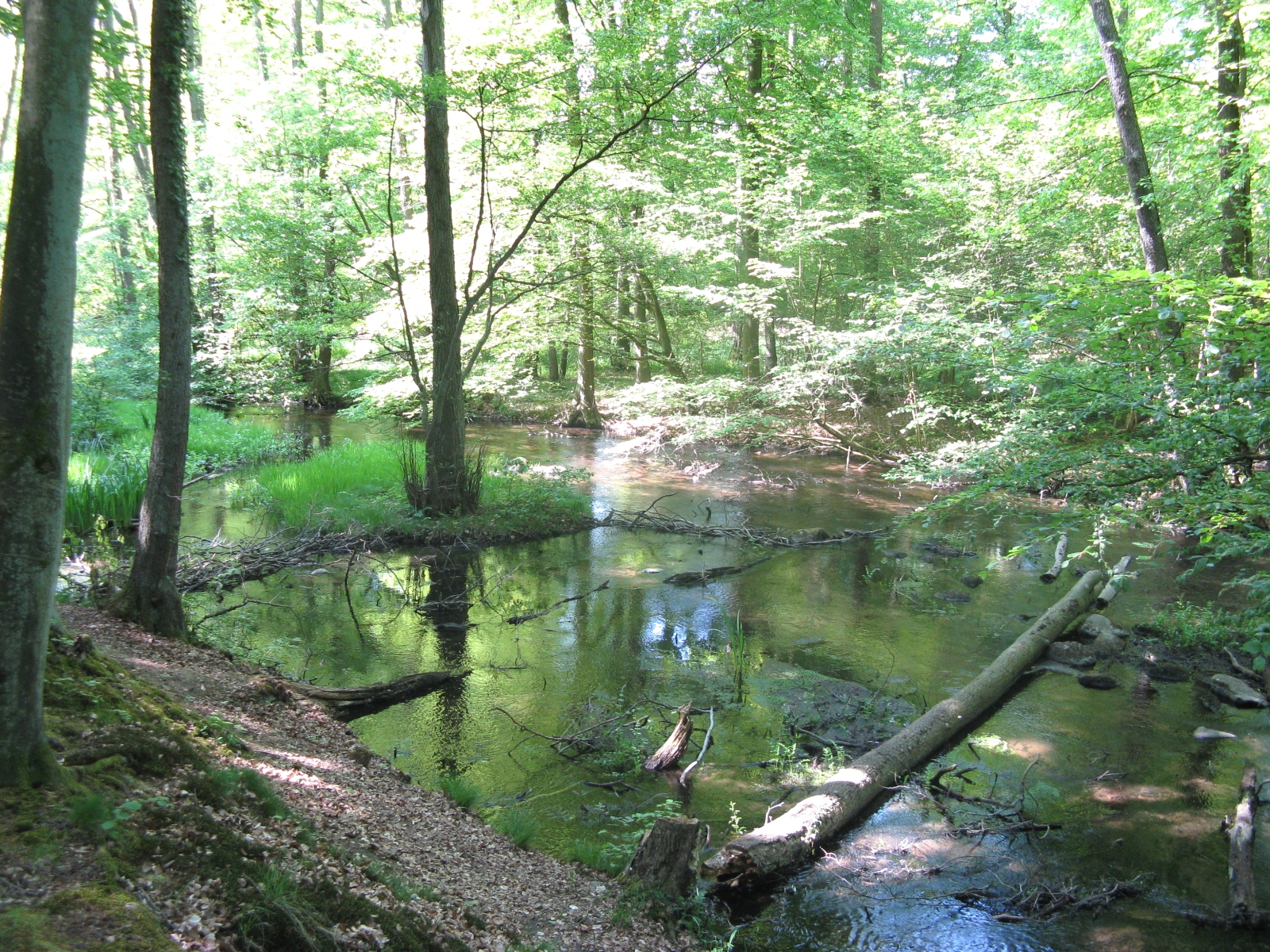
沙勒河

沙勒河（德語：Schaale），是德國的河流，位於該國東北部，由梅克倫堡-前波美拉尼亞州負責管轄，屬於蘇德河的支流，河道全長40公里，流域面積686平方公里，河口處在泰爾道附近。